# A Tale of Two Cellos
A Tale of Two Cellos è un album raccolta della Naxos Records, pubblicato a settembre del 2013.
Il CD contiene 21 duetti per due violoncelli e pianoforte (o arpa) che spaziano dal sedicesimo secolo (Claudio Monteverdi) al ventunesimo secolo (Arvo Pärt). Gli interpreti dei brani sono il violoncellista britannico Julian Lloyd Webber, la moglie jiaxin Cheng, il pianista John Lenehan, l'arpista Catrin Finch e due giovani vincitori del premio BBC Young Musician of the Year Guy Johnston e Laura van der Heijden.

## Lista dei brani
1. Camille Saint-Saëns | Ave Maria
2. Astor Piazzolla | The Little Beggar Boy (Chiquilin de Bachin)
3. Claudio Monteverdi | Interrotte Speranze
4. Dmitri Shostakovich | Prelude from The Gadfly
5. Gustav Holst | Hymn to the Dawn Op 26 No 1 (arr. for four cellos and harp)
6. Roger Quilter | My Lady (Greensleeves)
7. Anton Rubinstein | The Angel, Op 48, No 1
8. Antonín Dvořák | The Harvesters, Op 38, No 3
9. William Lloyd Webber | Moon Silver
10. Robert Schumann | Summer Calm (Sommerruh)
11. Giovanni Pergolesi | Dolorosa (Stabat Mater)
12. Antonín Dvořák | Autumn Lament, Op 38, No 4
13. Reynaldo Hahn | If my songs were only wingèd
14. Sergey Rachmaninov | The Waves are Dreaming, Op 15, No 2
15. Henry Purcell | Lost is my quiet for ever
16. Antonín Dvořák | The Modest Lass, Op 32, No 8
17. Robert Schumann | Evening Star (An den Abendstern) Op 103, No 4
18. Ethelbert Nevin | O that we two were maying
19. Joseph Barnby | Sweet and Low
20. Roger Quilter | Summer Sunset
21. Arvo Pärt | Estonian Lullaby

### Interpreti
1. Julian Lloyd Webber violoncello
2. Jiaxin Cheng violoncello
3. John Lenehan piano
4. Catrin Finch arpa
5. Guy Johnston violoncello
6. Laura van der Heijden violoncello